# Anmerkung
Unter Anmerkung (Abkürzung Anm.) versteht man im allgemeinen Sprachgebrauch eine Bemerkung, eine kurze mündliche Äußerung. Im Buchwesen und generell in den Geisteswissenschaften bezeichnet man als Anmerkung einen Zusatz zu einer Textstelle, der nicht in den Text integriert ist, sondern typografisch von ihm so abgesetzt ist, dass er eine separate Einheit bildet. Anmerkungen sind insbesondere in wissenschaftlicher Literatur üblich. In der Regel enthalten sie auch Belege, das heißt genaue Angaben der Stellen in Quellen oder in wissenschaftlichen Publikationen, auf denen die Ausführungen im Text basieren oder auf die sie sich beziehen. Der Sinn des Auslagerns bestimmter Informationen in die Anmerkungen besteht in der dadurch ermöglichten Übersichtlichkeit der Darstellung. 
Der Ausdruck „Anmerkung“ bezeichnet im wissenschaftlichen Sprachgebrauch alle Marginalien, Fußnoten und Endnoten unabhängig von deren Inhalt. Die Gesamtheit der Anmerkungen in einer wissenschaftlichen Arbeit nennt man Anmerkungen, Anmerkungsapparat, Fußnotenapparat oder wissenschaftlicher Apparat. 

## Form
Eine Anmerkung kann in folgenden Formen realisiert werden:
- als Fußnote. Fußnoten sind für den Leser am praktischsten, da jeweils Text und zugehörige Anmerkungen auf der gleichen Seite zu finden sind. Die Fußnoten werden gewöhnlich entweder seitenweise oder kapitelweise durchgezählt. Sie können aber auch statt durch fortlaufende Zahlen durch bestimmte Zeichen (Fußnotenzeichen), meist Sternchen oder Spieße, mit den zugehörigen Textstellen verbunden werden.[3]
- als Endnote am Kapitel- oder Werkende. Endnoten sind, insbesondere wenn sie nach Kapiteln unterteilt werden, wegen der geringeren Übersichtlichkeit weniger leserfreundlich als Fußnoten.[4]
- als Marginalie (Randnote). Randnoten stehen direkt neben dem zugehörigen Text und müssen ihm daher oft nicht einmal durch ein besonderes Zeichen zugeordnet werden. Allerdings muss das Layout einen ausreichenden Rand bereithalten.
- in elektronischen Texten auch als Hyperlink.

Es können auch unterschiedliche Formen der Anmerkung für unterschiedliche Inhalte verwendet werden, beispielsweise Fußnoten für Sachkommentare und Endnoten für Literaturangaben.
In manchen Veröffentlichungen werden Nummern verwendet, die im Text in eckigen Klammern mit gleicher Schriftgröße und als hochgestellte Zeichen, manchmal auch kombiniert mit Buchstaben, stehen. Diese Nummern können auf Fuß- oder Endnoten verweisen. Die Form der Anmerkung wird oft von den Verlagen vorgegeben, um die Einheitlichkeit des Schriftbildes der Veröffentlichungen zu wahren. Manchmal wird auf eine Liste durchnummerierter Publikationen am Ende des Werks hingewiesen, in erster Linie bei Forschungs- und Literaturberichten. Hinweise auf Literatur, die in der Liste nicht angeführt ist, werden dann mit hinreichend genauen Angaben in Klammern in den Text eingefügt. So geht etwa die Buchreihe Oldenbourg Grundriss der Geschichte vor.

## Inhalt
In der Anmerkung steht:
- am häufigsten ein genauer Beleg für eine Aussage bzw. für ein Zitat:
  - eine Literaturangabe, also die Angabe der einschlägigen Stelle in einer Publikation, die man zitiert oder auf die man sich beruft oder anderweitig Bezug nimmt.
  - die Angabe einer Quelle (im Sinne der geschichtswissenschaftlichen Verwendung des Begriffs „Quelle“).
- eine Erläuterung zur angegebenen Quelle.
- eine knappe Darstellung der bisherigen Forschungsdiskussion oder ein Hinweis auf eine in der Forschung vertretene alternative Deutung der Aussage der Quelle.[6]
- ein Hinweis auf weiterführende Literatur zu dem Thema, das an der Textstelle, auf die sich die Anmerkung bezieht, angesprochen wird.
- weiterführende Bemerkungen zu knappen Ausführungen im Text oder die Darlegung von zusätzlichen Gedanken des Autors, die für die Argumentation im Text nicht unbedingt benötigt werden. Dies gilt als zulässig, aber in der Sekundärliteratur sind solche Ausführungen in den Anmerkungen selten; sie werden als unzweckmäßig betrachtet, da sie den Anmerkungsapparat aufblähen.[7] Bei Quelleneditionen sind klärende Sachkommentare üblich. Wenn sie relativ kurz sind, können sie in Anmerkungen stehen, anderenfalls werden sie in einem separaten Kommentarteil untergebracht.[8]

Generell soll eine Anmerkung möglichst kurz gehalten sein. Sie soll keine Informationen enthalten, die der Leser kennen muss, um den Ausführungen im Text folgen zu können, denn die Darlegungen im Text sollen auch für Leser, welche die Anmerkungen nicht beachten, schlüssig sein. In erster Linie soll die Anmerkung der Belegung dienen und nicht der Unterbringung von Material, das der Autor zwar anführen möchte, für das er aber im Text keinen geeigneten Platz findet. Letzteres kann in Anhängen (Exkursen) präsentiert werden.

## Zitierweise im Anmerkungsapparat
Oft bezieht sich ein erheblicher Teil der Literaturangaben im Anmerkungsapparat eines Werks auf Publikationen, die in einem Literaturverzeichnis, das in dem Werk enthalten ist, angeführt sind und daher in den Fußnoten abgekürzt zitiert werden können. Nach dem Autor-Jahr-System (Harvard-Zitat) wird stark gekürzt; wichtig ist dabei, dass der Leser die in den Anmerkungen so zitierten Veröffentlichungen im Literaturverzeichnis eindeutig und möglichst schnell wiederfindet. Bei kürzeren Arbeiten (Artikel, Rezensionen) verzichtet man oft auf ein eigenes Literaturverzeichnis; dann müssen die Literaturangaben in den Anmerkungen zumindest bei der Ersterwähnung vollständig sein. Unbedingt erforderlich ist Vollständigkeit bei der Ersterwähnung auch, wenn in den Anmerkungen Publikationen vorkommen, die in der Literaturliste nicht angeführt sind. In späteren Anmerkungen kann dann abgekürzt zitiert und auf die Ersterwähnung hingewiesen werden, beispielsweise: „siehe Meier (wie oben Anm. 3) S. 5.“. Nicht leserfreundlich ist die in älterer wissenschaftlicher Literatur verbreitete Zitierweise „a. a. O.“ (am angegebenen Ort) oder „l. c.“ (loco citato), wenn damit auf eine Literaturangabe in einer früheren Anmerkung Bezug genommen wird, deren Anmerkungszahl aber nicht angegeben wird.